# Полиморфизм насекомых
Полиморфизм насекомых (от др.-греч. πολύμορφος «многообразный») — существование нескольких внешне отличающихся форм у одного и того же вида. Данные формы часто приспособлены к выполнению особых функций в популяциях или семьях данного вида.

## Половой полиморфизм
Наиболее распространенным типом является половой полиморфизм. Он свойственен общественным насекомым — муравьям, осам, пчелам, термитам. Эти насекомые характеризуются дифференциацией особей на несколько форм: самцов, самок, рабочих (являются бесплодными самками). Порой при данном типе полиморфизма встречается появление дополнительных форм рабочих особей, специализированных на выполнение определенных функций. С целью обозначения различных форм таких полиморфных видов часто употребляют термин «каста». В пределах касты рабочих особей порой выделяют полиэтические группы — группы особей, занятых выполнением определённого круга обязанностей. В пределах одной полиэтической группы может быть несколько функциональных групп особей, выполняющих задачи, разные по конкретному содержанию, но сходные по типу поведения исполнителей.

## Экологический полиморфизм
Данный тип полиморфизма возникает под воздействием факторов окружающей среды. Формы его проявления весьма разнообразны. Одним из наиболее часто встречающих проявлений этого типа является степень развития крыльев. Некоторые виды характеризуется как отличиями в степени развития крыльев у самцов и самок, так и тем, что представители обоих (или одного) пола могут иметь несколько форм: длиннокрылую, короткокрылую и порой бескрылую. Наиболее часто встречаются случаи, когда ряд видов обладают длиннокрылой и короткокрылой формами (некоторые прямокрылые, веснянки, клопы). У жуков-оленей выделяют несколько форм, отличающихся величиной мандибул у самцов, формой и пропорциями переднеспинки. Возникновение полиморфности в данном случае связано с условиями развития личинки, количеством и наличием подходящего и доступного корма (трофический полиморфизм), условиями внешней среды.
Разновидностью экологического полиморфизма является сезонный полиморфизм. Его возникновение происходит под воздействием сезонно-периодических факторов окружающей среды — длины светового дня, температуры, биохимических свойств кормовых растений и т. п. При данном типе полиморфизма различные поколения одного и того же вида, отличаются внешне какими-то признаками при развитии в различные месяцы года при разных условиях внешней среды. Примером сезонного полиморфизма является полиморфизм окраски бабочки пестрокрыльница изменчивая (Araschnia levana). У весеннего поколения крылья рыжевато-красной окраски, с рисунком из чёрных пятен, с белыми пятнышками у вершины переднего крыла; у летнего поколения окраска крыльев чёрная с белыми пятнами. Изменение окраски в разные сезоны связано не только с температурным режимом, но и с состоянием куколки. Количество пигмента в крыльях бабочки зависит от содержания гормона 20-гидроксиэкдизона в куколке — весной его вырабатывается меньше, а летом больше. У многих тропических видов чешуекрылых сезонный полиморфизм проявляется возникновением формы дождливого сезона и формы сухого сезона.